# James Edward Ruffin
James Edward Ruffin (* 24. Juli 1893 bei Covington, Tipton County, Tennessee; † 9. April 1977 in Springfield, Missouri) war ein US-amerikanischer Politiker. Zwischen 1933 und 1935 vertrat er den Bundesstaat Missouri im US-Repräsentantenhaus.

## Werdegang
James Ruffin besuchte die öffentlichen Schulen seiner Heimat und in Aurora (Missouri), wohin er im Jahr 1905 mit seinen Eltern gezogen war. 1912 absolvierte er die Aurora High School. Danach studierte er bis 1916 am Drury College in Springfield. Anschließend unterrichtete er als Lehrer in Nickerson (Kansas). Während des Ersten Weltkrieges war er zwischen 1917 und 1919 als Oberleutnant der US Army auf dem europäischen Kriegsschauplatz eingesetzt. Nach einem anschließenden Jurastudium an der Cumberland University in Lebanon und seiner 1920 erfolgten Zulassung als Rechtsanwalt begann er in Springfield in diesem Beruf zu arbeiten. In den Jahren 1926 und 1928 war er auch einer der juristischen Berater der Stadt Springfield. Gleichzeitig schlug er als Mitglied der Demokratischen Partei eine politische Laufbahn ein.
Bei den Kongresswahlen des Jahres 1932 wurde Ruffin im elften Wahlbezirk von Missouri in das US-Repräsentantenhaus in Washington, D.C. gewählt, wo er am 4. März 1933 die Nachfolge von John J. Cochran antrat, der in den 13. Distrikt wechselte. Da er im Jahr 1934 von seiner Partei nicht zu Wiederwahl nominiert wurde, konnte er bis zum 3. Januar 1935 nur eine Legislaturperiode im Kongress absolvieren. In dieser Zeit wurden die ersten der New-Deal-Gesetze der Bundesregierung verabschiedet. Im Jahr 1933 wurde mit dem 21. Verfassungszusatz der 18. Zusatzartikel aus dem Jahr 1919 wieder aufgehoben. Dabei ging es um das Verbot des Handels mit alkoholischen Getränken.
Zwischen 1935 und 1953 arbeitete James Ruffin für das US-Justizministerium. Danach praktizierte er wieder als privater Rechtsanwalt.